# Pareulype mauretanica
Pareulype mauretanica là một loài bướm đêm trong họ Geometridae.